# Івана Бакеро
Івана Бакеро Макіас (ісп. Ivana Baquero Macías; нар. 11 червня 1994, Барселона, Іспанія) — іспанська акторка. У віці 11 років її обрав режисер Гільєрмо дель Торо, щоб зняти в ролі Офелії в Лабіринті Фавна, за що вона отримала визнання та нагороду Гойя як найкраща молода актриса. У 2015 році її знялася в ролі Еретрії в телесеріалі «Хроніки Шаннари». У 2019 році вийшов телесеріал «Відкрите море (телесеріал)», в якому вона зіграла головну роль.

## Біографія
Народилася 11 червня 1994 року в Барселоні у родині Івана Бакеро та Хулії Макіас. Вона відвідувала Американську Школу Барселони,де навчилася вільно розмовляти англійською, іспанською та каталонською мовами. Вона закінчила навчання у 2012 році.

## Кар'єра
Бакеро почала професійно грати у віці восьми років, зігравши кілька невеликих ролей у ряді фільмів, перш ніж зіграла роль у Лабіринті Фавна в 2006 році. Найбільш помітним з цих ранніх фільмів є Крихкість (англ. Fragile), в якому вона зіграла другорядну роль разом з Калістою Флокгарт і Річардом Роксбургом. Вона була у ряді інших фільмів, зокрема Ромасанта та Ротвейлер. Вона також неодноразово з'являлася на іспанському телебаченні. 
З близько 1000 молодих актрис Бакеро була обрана для того, щоб грати роль Офелії в Лабіринті Фавна. Роль Офелії спочатку призначалася дівчині віком 8 років, але сценарій був змінений, щоб вмістити Бакеро, якому в той час було 11 років. Після цього вона працювала в різних проектах, ще відвідуючи школу.
У 2009 році вона зіграла головну роль у фільмі жахів Джона Конноллі «Нова дочка» з Кевіном Костнером, відзначивши свою першу американську роль. 
У 2015 році Бакеро зіграла у «Хроніках Шаннара», телевізійній адаптації серіалу роману «Шаннара» Террі Брукса, в якій вона грає роль Еретрії;  прем’єра відбулася у січні 2016 року.
У 2019 році вийшов іспаномовний серіал виробництва Netflix - Відкрите море, в якому Івана зіграла роль письменниці Єви Вільянуева.

## Вибрана фільмографія
| Рік  | Українська назва  | Оригінальна назва       | Роль                  | Примітки |
| ---- | ----------------- | ----------------------- | --------------------- | --- |
| 2004 | Ромасанта         | Romasanta               | Ана                   | |
| 2004 | Ротвейлер         | Rottweiler              | Есперанца             | |
| 2005 | Крихкість         | Fragile                 | Mandy                 | |
| 2006 | Лабіринт Фавна    | Pan's Labyrinth         | Офелія/Принцеса Моана | XXI Премія Гойя як найкраща молода акторка Imagen Award for Best Actress - Film Premio ACE for Best New Actress Newcomer Award for Female Премія Сатурн за кращу роль молодій акторці Turia Award for Best New Actress Номінована—Broadcast Film Critics Association Award for Best Young Performer Номінована—Butaca Award for Best Catalan Film Actress (Millor actriu catalana de cinema) Номінована— Chicago Film Critics Association Award for Most Promising Performer Номінована—Cinema Writers Circle Award for Best New Artist Nominated—Young Artist Award for Best Performance in an International Feature Film - Leading Young Actor or Actress |
| 2008 | Дружина анархіста | The Anarchist's Wife    | Палома (15 років)     | |
| 2009 | Нова дочка        | The New Daughter        | Луїза Джеймс          | |
| 2010 | Відсутність       | Absència                | Лена                  | Короткий фільм |
| 2011 | Червона Діва      | The Red Virgin          | Hildegart Rodriguez   | Короткий фільм |
| 2013 | Інший Я           | Another Me              | Кейлі                 | |
| 2014 | Лід               | Gelo                    | Катаріна, Джоана      | |
| 2014 | Клуб Misfits      | The Misfits Club        | Мері                  | |
| 2016 | Як сльози на солі | Como lágrimas en la sal | Лія                   | Короткий фільм |
| 2017 | Демоніус Тус Охос | Demonios Tus Ojos       | Аурора                | |
| 2019 | Відугки           | Feedback                | Клер                  | |

| Рік       | Українська назва                              | Оригінальна назва                           | Роль           | Примітки           |
| --------- | --------------------------------------------- | ------------------------------------------- | -------------- | ------------------ |
| 2005      | Марія і Ассоу                                 | Maria i Assou                               | Ніколь         | Телевізійний фільм |
| 2005      | Фільми, через які не сплять: Різдвяна колядка | Películas para no dormir: Cuento de Navidad | Моні           | Телевізійний фільм |
| 2016–2017 | Хроніки Шаннари                               | The Shannara Chronicles                     | Еретрія        | Головна роль       |
| 2019–2020 | Відкрите море (телесеріал)                    | Alta Mar                                    | Єва Вільянуева | Головна роль       |

## Нагороди
- 2007: XXI Премія Гойя як найкраща молода акторка.
- 2007: Премія Сатурн за кращу роль молодій акторці.
- 2007: Premio de la Unión de Actores як найкраща молода акторка.
- 2007: Turia Award за найкращу другорядну жіночу роль.
- 2007: Premio ACE за кращу роль молодій акторці.
- 2007: Imagen Awards за кращу роль молодій акторці.
- 2017: Silver Biznaga як найкраща акторка.